# Каліфорнія (фільм)
«Каліфорнія» (англ. Kalifornia) — американський трилер 1993 року, дебютний фільм Домініка Сена.

## Зміст
Браян Кесслер, аспірант і журналіст, отримує пропозицію видати книгу завдяки своїй статті про серійних убивць. Він разом зі своєю дівчиною Керрі Лафлін, авангардною фотографкою, вирішує переїхати до Каліфорнії, щоб розвинути їхні кар’єри. Вони планують подорож із Луїсвілля, Кентуккі, до Лос-Анджелеса, відвідуючи по дорозі сумнозвісні місця вбивств, які Керрі фотографуватиме для книги Браяна. Через брак коштів Браян розміщує оголошення про спільну поїздку на кампусі університету.
Тим часом психопат-парольник Ерлі Грейс втрачає роботу. Його офіцер із нагляду дізнається про це і приходить до трейлерного парку, де Ерлі живе зі своєю наївною дівчиною Адель Корнерс. Ерлі відмовляється від пропозиції роботи прибиральником в університеті, заявляючи, що хоче покинути штат, але офіцер наполягає на співбесіді. На кампусі Ерлі бачить оголошення про спільну поїздку і домовляється з Браяном про зустріч. Ерлі відправляє Адель вперед, а сам убиває свого орендодавця, після чого приєднується до неї, щоб чекати Браяна і Керрі. Керрі вагається щодо подорожі з цією парою через їхній грубий вигляд, але Браян переконує її дати їм шанс. На дорозі, без відома супутників, Ерлі вбиває чоловіка у вбиральні заправки і краде його гроші. У першому готелі Ерлі коротко підстригає волосся Адель, щоб воно було схоже на зачіску Керрі.
В іншому готелі Ерлі запрошує Браяна пограти в більярд, залишаючи Адель і Керрі наодинці. Адель розповідає, що її мати не схвалювала стосунки з Ерлі, який щойно вийшов із в’язниці. Вона зізнається Керрі, що пережила жорстоке групове зґвалтування і вважає Ерлі своїм захисником, хоча він іноді її «карає». Адель також каже, що Ерлі забороняє їй палити чи пити. Тим часом у барі Ерлі нападає на чоловіка, який сперечається з Браяном. Пізніше під час подорожі Ерлі вчить Браяна стріляти з пістолета в безлюдному місці.
Керрі стривожена зростаючою цікавістю Браяна до Ерлі та його байдужою реакцією на те, що Ерлі — засуджений злочинець. Побачивши, як Ерлі та Адель займаються сексом в машині, вона ставить Браяну ультиматум: або вони позбудуться цієї пари, або вона піде. На пустельній заправці Керрі бачить у новинах повідомлення, що Ерлі підозрюють у вбивстві. Ерлі вбиває працівника заправки на очах у Керрі і продовжує подорож, тримаючи пару в заручниках. У покинутому шахтарському таборі вони стикаються з двома поліцейськими, яких Ерлі застрелює. Далі вони прибувають до будинку літньої пари в пустелі. Ерлі забиває чоловіка до смерті, але Адель відпускає жінку.
Коли Ерлі дорікає Адель за те, що вона відпустила жінку, вона б’є його кактусом і лає, після чого він застрелює її. Потім він оглушає Браяна і викрадає Керрі, відвозячи її до покинутого ядерного випробувального полігону Дріmland на кордоні Каліфорнії та Невади. Ерлі змушує Керрі вдягнути одяг Адель, і фільм натякає на зґвалтування поза кадром. Браян приходить до тями, і літня жінка дає йому ключі від свого пікапа. Він їде на полігон, нападає на Ерлі, вдаривши його лопатою. Браян знаходить Керрі, прикуту до ліжка в покинутому будинку, у стані шоку. Ерлі, який лише був приголомшений, нападає на Браяна, і вони борються. Керрі б’є Ерлі по голові частиною манекена з ядерного випробування. Коли Ерлі продовжує атаку, Браян застрелює його.
Через деякий час Браян і Керрі живуть у будинку на узбережжі в Малібу. Переглядаючи записи зі свого диктофона з подорожі, Керрі розповідає, що галерея у Венеції зацікавилася її мистецтвом. Браян пропонує відсвяткувати. Виходячи, він випадково залишає диктофон увімкненим, і запис розкриває таємне повідомлення подяки від Адель, залишене в кінці однієї з касет.

## Ролі
| Актор          | Роль          |
| -------------- | ------------- |
| Бред Пітт      | Ерл Грейс     |
| Джульєтт Льюїс | Едлі Корнерс  |
| Девід Духовни  | Брайан Кеслер |
| Мішель Форбс   | Керрі Лафлін  |
| Девід Роуз     | Ерік          |

## Знімальна група
- Режисер — Домінік Сена
- Сценарист — Тім Меткалф, Стівен Леві
- Продюсер — Стів Голін, Арістідес МакГаррі, Сігуржон Сігватссон
- Композитор — Картер Беруелл